# Бачка (Словаччина)
Бачка (словац. Bačka, угор. Bacska) — село, громада в окрузі Требішов, Кошицький край, Словаччина. Розташоване на висоті 101 м над рівнем моря. Населення — 608 осіб (2005). Переважна більшість населення — угорці (96 %).
Вперше згадується 1214 року. До 1918 року та від 1939 до 1944 р. належало до Угорщини. В селі є бібліотека.

## Населення
| Рік:            | 1994. | 2004.    | 2014.  | 2024.    |
| --------------- | ----- | -------- | ------ | -------- |
| Кількість осіб: | 545   | 600      | 651    | 576      |
| Різниця:        |       | +10,09 % | +8,5 % | -11,52 % |

| Рік:            | 2023. | 2024.   |
| --------------- | ----- | ------- |
| Кількість осіб: | 581   | 576     |
| Різниця:        |       | -0,86 % |